# Тернопільська обласна експериментальна комплексна школа мистецтв імені Ігоря Ґерети
Тернопільська обласна експериментальна комплексна школа мистецтв імені Ігоря Ґерети — обласний навчальний навчальний заклад у Тернополі. Всеукраїнська літературно-мистецька премія імені Братів Богдана та Левка Лепких (2014).

## Історія школи

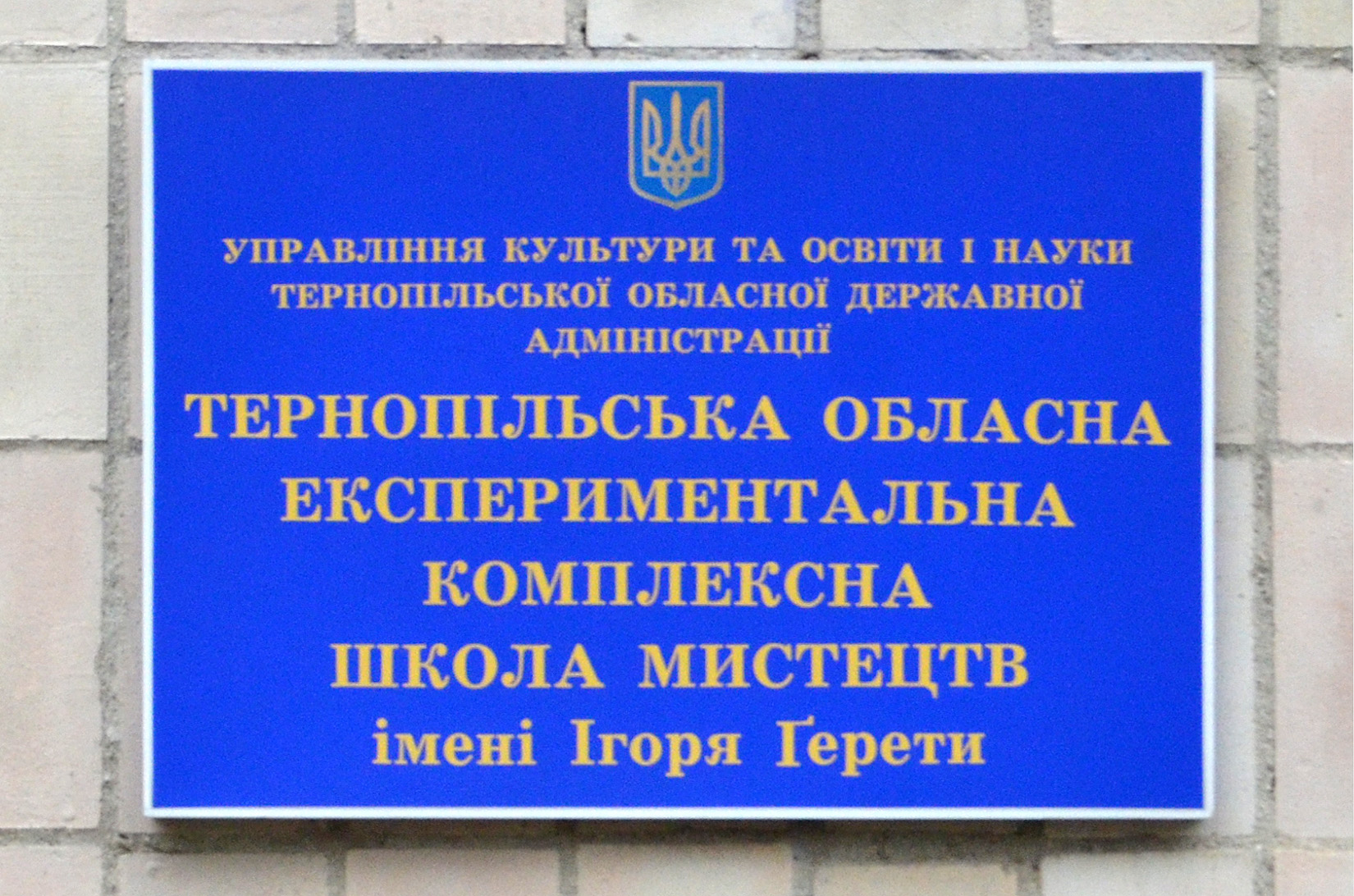
Тернопільська обласна експериментальна комплексна школа мистецтв імені Ігоря Ґерети

Започаткована у 1994 році з ініціативи мистецтвознавця і громадсько-політичного діяча, директора Тернопільського інституту національного відродження Ігоря Ґерети (від 23 жовтня 2012 носить його ім'я).
Єдина школа, яка використовує індивідуальний плани в роботі з обдарованими дітьми. Серед вихованців школи мистецтв — лауреаги всеукраїнських та міжнародних конкурсів.
У 2017 тернопільці створили петицію за передачу школі довгобуду обласної бібліотеки на площі Героїв Євромайдану, яка набрала більше 500 голосів. Але на сесії Тернопільської обласної ради 23 серпня депутати не підтримали цю ініціативу.

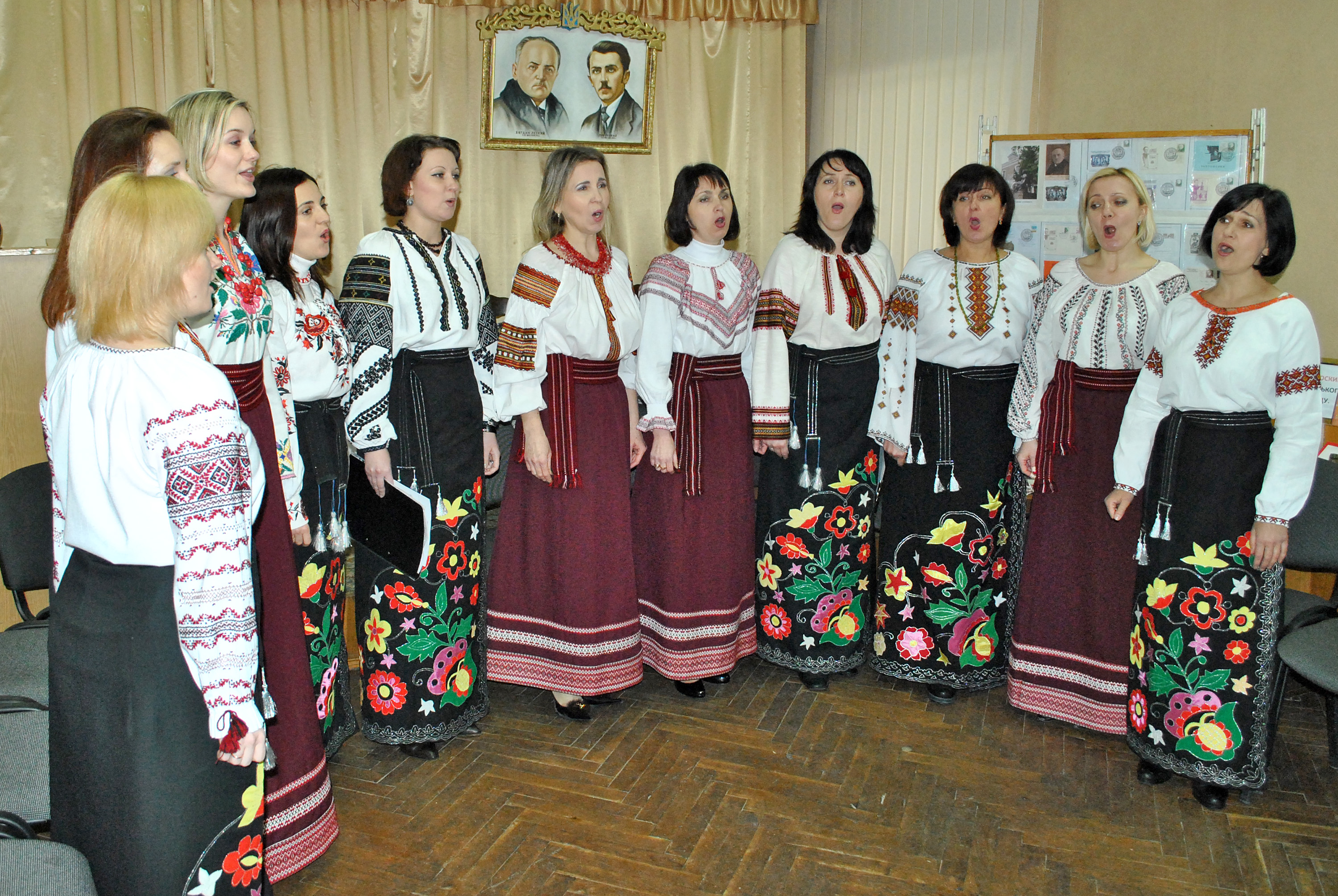
Ансамбль викладачів Тернопільської обласної школи мистецтв

## Педагогічний колектив
- Остап Іванович Гайдукевич — директор школи.
- Майя Альфредівна Нівельт — заступник директора з методично-експериментальної роботи, відмінник освіти України
- Світлана Євгенівна Кучинська — заступник директора з навчально-методичної роботи
- Наталя Теодозіївна Орос — заступник директора з навчально-виховної роботи, вчитель математики та фізики

- Володимир Степанович Похонський — вчитель інформатики та математики, фізики
- Тетяна Романівна Мороз — вчителька початкових класів
- Ольга Богданівна Пелехата — вчителька інформатики
- Ольга Ігорівна Стець(Шанайда) — вчителька початкових класів
- Ірина Петрівна Ленько — вчителька української мови та літератури, світової літератури
- Наталія Павлівна Писуляк — вчителька української мови і літератури
- Оксана Володимирівна Юськевич — вчителька англійської мови
- Василь Іванович Пазій - викладач театрального мистецтва, педагог-організатор
- Лариса Пилипівна Ткачук - вчителька образотворчого мистецтва
- Оксана Арстентівна Ярмоленко - викладачка фортепіано
- Леся Богдавнівна Лепко — вчителька англійської мови
- Світлана Богданівна Сівакова — вчителька хімії і основ здоров'я
- Ірина Василівна Самагала — вчителька географії та економіки
- Ліліана Арсентіївна Шевчук — вчителька біології
- Марія Степанівна Солоненко — вчителька географії
- Володимир Михайлович Бойко — вчитель фізкультури
- Ірина Андріївна Гульовська — вчителька образотворчого мистецтва
- Марія Володимирівна Дуда — вчителька образотворчого мистецтва
- Таміла Романівна Мийник — вчителька образотворчого мистецтва
- Уляна Ігорівна Хом'як — вчителька історії образотворчого мистецтва
- Світлана Орестівна Грабова — вчителька трудового навчання
- Євдокія Олександрівна Загазей — викладачка хореографії
- Наталія Петрівна Дідик — викладачка сольфеджіо
- Юлія Романівна Макавчук — викладачка сольфеджіо
- Світлана Володимирівна Рудак — викладачка класичного танцю
- Наталія Василівна Космина — психолог
- Сніжана Русланівна Прелуцька — викладачка скульптури
- Тетяна Іллівна Ящишин — викладачка ДПМ
- Наталія Василівна Насалик — вчителька історії та правознавства
- Ярина Ігорівна Миколаїв — вчителька історії та художньої культури
- Зоряна Володимирівна Кривицька — вчителька народознавства
- Ірина Ярославівна Гефко — вчителька історії
- Уляна Олегівна Аліскевич — викладачка фортепіано
- Святослава Петрівна Андрійовська — вихователька ГПД
- Людмила Степанівна Башуцька — викладачка скрипки
- Оксана Володимирівна Березюк — викладачка гітари
- Анна Василівна Бабій — вчителька української мови та літератури, світової літератури
- Світлана Андріївна Гайда — викладачка флейти
- Людмила Миколаївна Грам'як — викладачка бандури
- Лілія Іванівна Гусак — вчителька української мови та літератури, світової літератури
- Тетяна Савівна Дардан — вчителька початкових класів
- Наталія Михайлівна Домбровська — вчителька початкових класів
- Людмила Романівна Дармограй — вихователька ГПД
- Світлана Василівна Долішна — викладачка фортепіано
- Христина Володимирівна Диган — вчителька англійської мови
- Наталія Павлівна Журавель — вчителька образотворчого мистецтва
- Ганна Валентинівна Замкова — викладачка віолончелі
- Оксана Авксентіївна Купецька — викладачка по класу постановки голосу
- Георгіна Юріївна Костюк — викладачка фортепіано
- Тетяна Володимирівна Колодій — вчителька історії
- Юлія Василівна Кокайло — вчителька природознавства та малювання —
- Ольга Богданівна Кузьма — вчителька англійської мови
- Тетяна Володимирівна Кулик — викладачка музично-теоретичних дисциплін
- Оксана Василівна Крут — викладачка фортепіано
- Анатолій Іванович Кавун — концертмейстер
- Милана Євгенівна Кадиляк — викладачка фортепіано
- Ольга Ігорівна Качан — концертмейстер
- Христина Богданівна Князевич — викладачка вокалу
- Надія Михайлівна Мацишин — викладачка скрипки
- Алла Василівна Малиновська — викладачка фортепіано
- Наталія Іванівна Метіль — викладачка фортепіано
- Людмила Володимирівна Матвіїшин — вчителька англійської мови
- Ірина Володимирівна Маловічко — викладачка фортепіано
- Олеся Степанівна Палига — викладачка бандури
- Наталія Миколаївна Попова — викладач фортепіано
- Ірина Ярославівна Пушкар — вихователька ГПД
- Валетина Петрівна Пиріг — вчителька початкових класів та інформатики
- Оксана Василівна Рудницька — вчителька української мови і літератури, світової літератури
- Оксана Мирославівна Скалецька — вихователька ГПД
- Світлана Іванівна Торкот — викладачка хореографії
- Аліна Вікторівна Тараненко — вчителька англійської мови
- Наталія Олександрівна Харатін — викладачка фортепіано
- Юліана Богданівна Хаварівська — викладачка вокалу
- Тетяна Іванівна Човган — вчителька англійської мови
- Ірина Юріївна Шиманська — викладачка фортепіано
- Світлана Олександрівна Незбрицька — діловод школи

## Пам'ятна дошка І. Ґереті

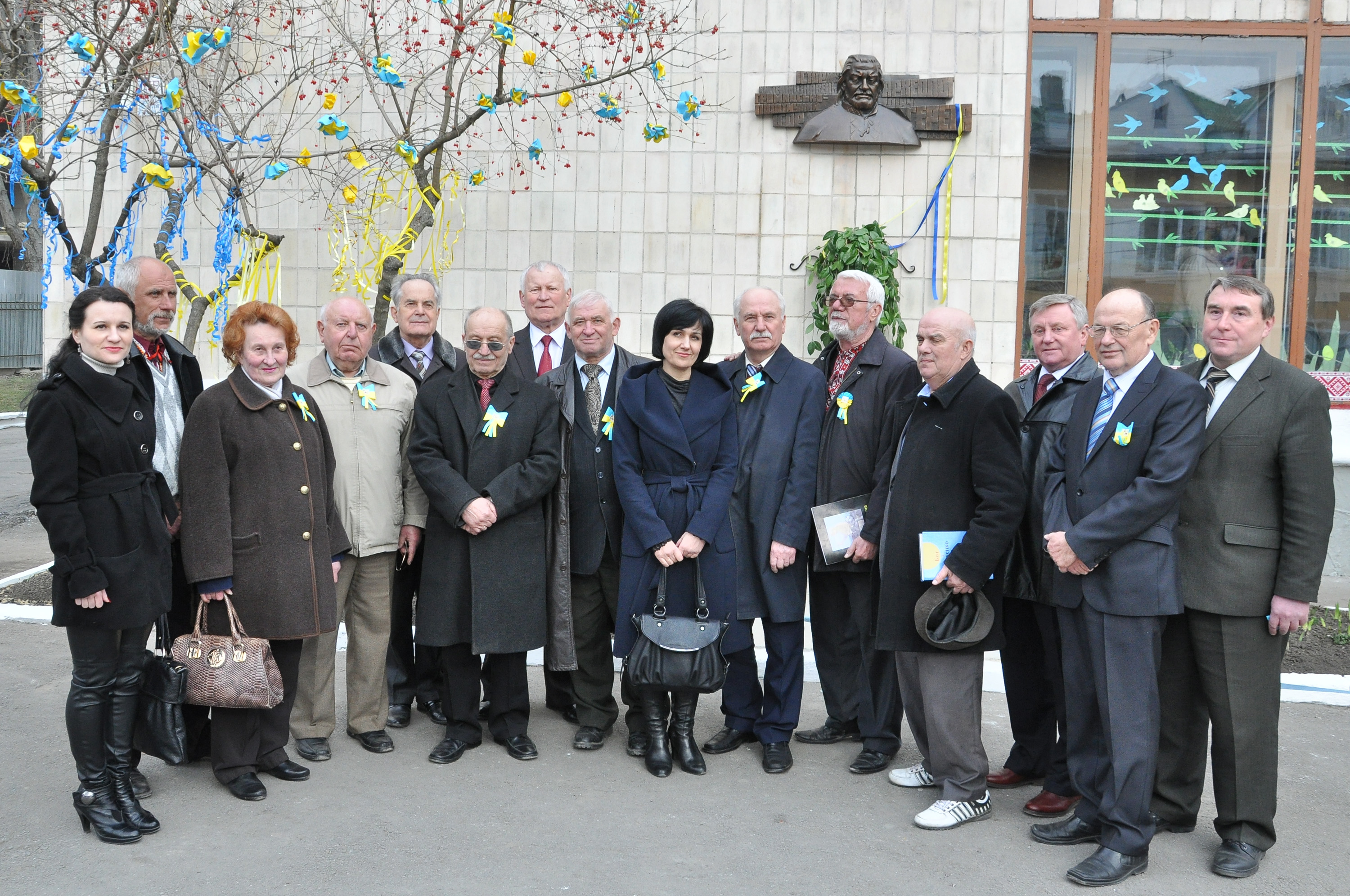
Тернопільські діячі культури і мистецтва біля нововідкритої пам'ятної дошки Ігореві Ґереті

27 березня 2015 на фасаді Тернопільської обласної експериментальної школи мистецтв відкрито меморіальну дошку Ігореві Ґереті, яку освятив митрополит Тернопільсько-Зборівський Василь (Семенюк).